# 361度

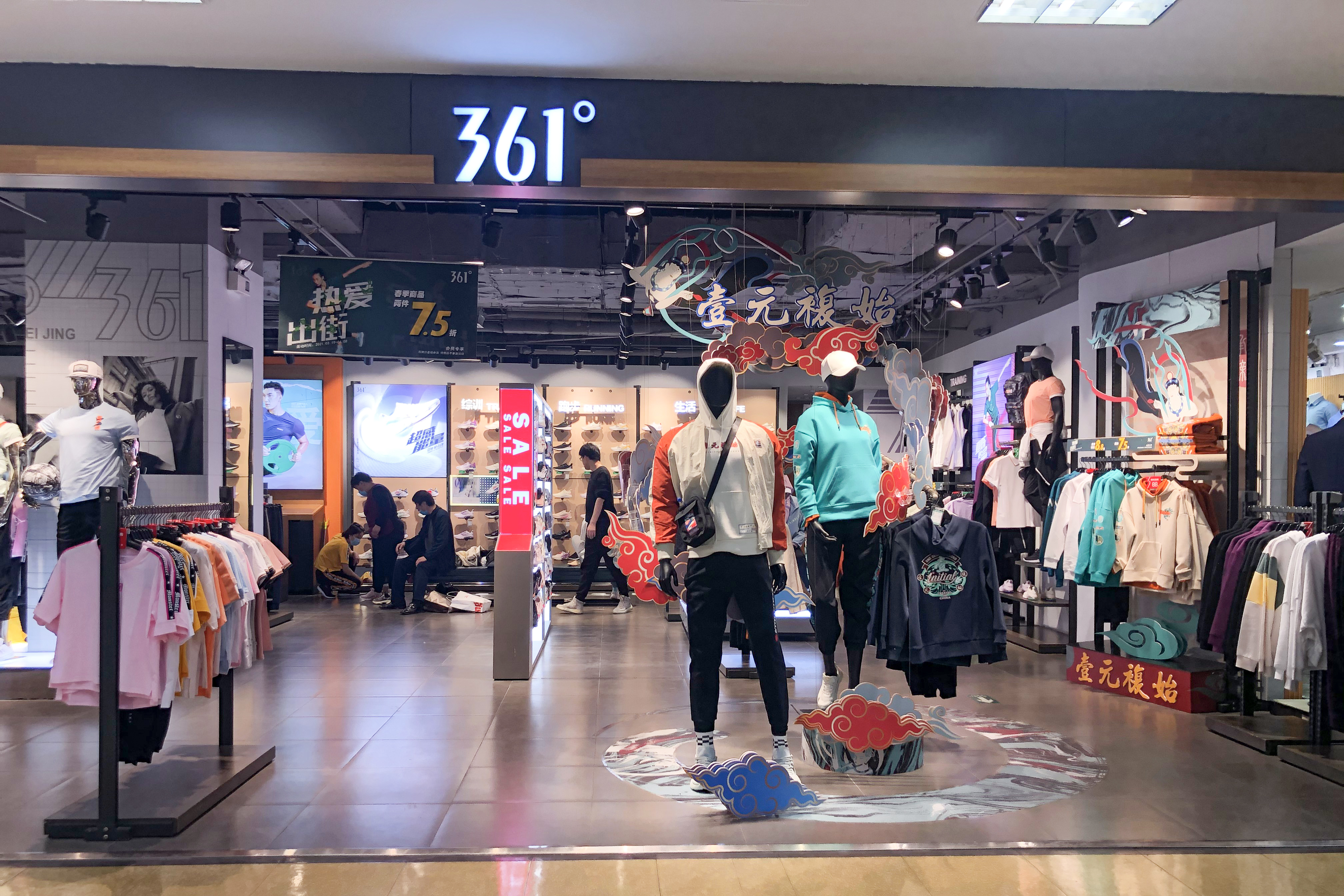
北京西单华威大厦的361度门店

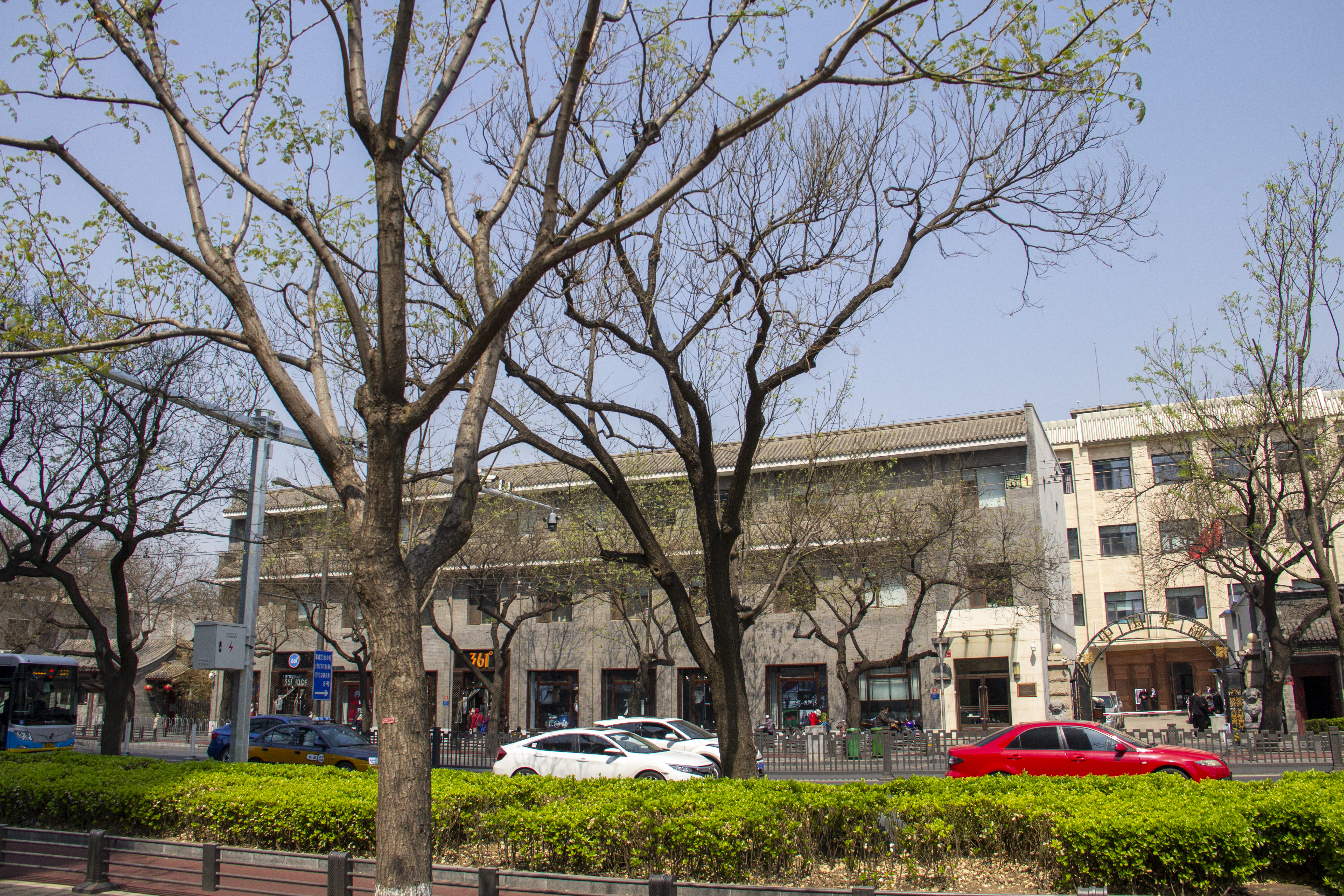
位于北京市西城区阜成门内大街的361度店面

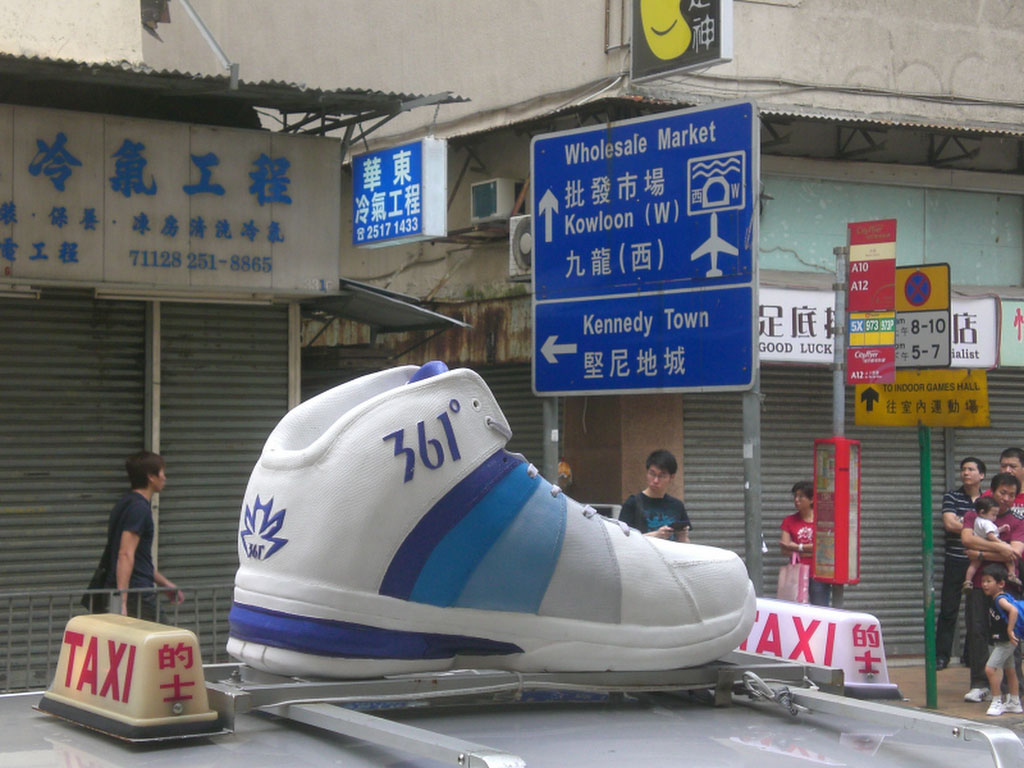
361度在香港的广告

三六一度國際有限公司（港交所：01361），是一家位于中國福建省厦门市的体育用品生产商，其旗下的361°品牌是中国體育用品品牌之一。

## 历史
前身为成立于1994年的别克（福建）鞋业有限公司，2003年7月7日更名为三六一度（福建）有限公司，2005年更名为三六一度（中国）有限公司，被《福布斯》中文版列为中国最具潜力企业100强之一。
2009年，361度全新的形象呈现在大众的面前，口号由“勇敢做自己”更名为“多一度热爱”。
2009年6月30日，361度國際有限公司在香港交易所上市掛牌，旗下公司包括三六一度（中国）有限公司、三六一度（福建）体育用品有限公司、三六一度（厦门）工贸有限公司。
2012年9月28日透過三六一度實業有限公司，斥資5383.56萬元購入灣仔會展廣場辦公大樓16樓9室，約2436方呎，呎價2.21萬元
2013年10月30日361度與北歐運動及戶外體育用品公司One Way Sport成立合營企業，組成中蘭體育品牌。根據合作協議，公司旗下361度投資和One Way Sport持有分別70%及30%股權。

### 賽事贊助
- 2010：廣州亞洲運動會

- 2011：深圳世界大學運動會

- 2014：南京青年奧林匹克運動會

- 2014：仁川亞洲運動會

- 2009-2019：金門馬拉松

- 2016：里約奧運

- 2018 雅加達亞運

- 2020-2021：中國徐州國際馬拉松[2]

- 2020-2022：杭州2022年第十九屆亞運會[2]

### 選手贊助
- 孫楊：倫敦奧運會400米及1,500米自由式金牌得主

- 寧澤濤：仁川亞運100米自由式金牌得主

- Lucas Rosa：巴西排名第三健美選手

- Gustavo Louzada：巴西游泳健將

- Giovani Della Valentina：世界盃游泳金牌選手

- Dexter Lee：世錦賽短跑金牌好手

### 代言人
- 魏晨

- 谭维维

- 龚俊

- 王安宇

- 阿隆·戈登

- 斯宾塞·丁威迪
- 張宗憲
- 李晧禎
- 敖瑞鹏
- 尼古拉·约基奇

## 得獎事蹟
| 年份      | 獲提名 | 獎項                                        | 結果 |
| --------- | ------ | ------------------------------------------- | ---- |
| 2015      |        | RUNNER’S WORLD-THE BEST BUY (SENSATION)     |      |
| 2016/2017 |        | ISPO AWARD-GOLD WINNER (SPIRE)              |      |
| 2016      |        | THE 13 BEST RUNNING SHOES FOR WOMEN (SPIRE) |      |